# Crouttes-sur-Marne
Crouttes-sur-Marne är en kommun i departementet Aisne i regionen Hauts-de-France i norra Frankrike. Kommunen ligger  i kantonen Charly-sur-Marne som ligger i arrondissementet Château-Thierry. År 2022 hade Crouttes-sur-Marne 607 invånare.

## Befolkningsutveckling
Antalet invånare i kommunen Crouttes-sur-Marne
Referens: INSEE